# 加文 (明尼蘇達州)
加文（英語：Garvin）是一個位於美國明尼蘇達州萊昂縣的城市。

## 歷史
加文原名特里（Terry，紀念南北戰爭將領阿爾弗雷德·特里），1881年改為現稱，得名自鐵路公司老闆H·C·加文（H. C. Garvin）。

## 人口
根據2020年美國人口普查的數據，加文的面積為0.75平方千米，當中陸地面積為0.72平方千米，而水域面積為0.03平方千米。當地共有人口124人，而人口密度為每平方千米165人。